# Friedrich Wilhelm Hendel
Friedrich Wilhelm Hendel (auch F. W. Hendel, * 7. Oktober 1887 in Dresden; † 20. Mai 1947 in Leipzig) war ein deutscher Antiquar, Buchhändler und Verleger.

## Leben
1919 übernahm Hendel das 1874 gegründete Antiquariat Carl Milde in Leipzig. Am 2. März 1924 gründete er den „F. W. Hendel Verlag“ in Leipzig. 1925 erwarb er den Firmenmantel des Verlags und Antiquariats „List & Francke“, das von Felix List und Richard Hermann Francke 1862 in Leipzig gegründet worden war. Der Verlag F. W. Hendel hatte dann weitere Firmensitze in Meersburg am Bodensee (von 1928 bis 1937) und in Naunhof bei Leipzig (von 1930 bis 1974). Bekannt wurde der Verlag durch die Herausgabe historischer Werke und Faksimiles (etwa der „Zimmerischen Chronik“ 1932, Hartmann Schedels „Weltchronik“ 1933, Adam Lonitzers „Kreuterbuch“ 1934 oder Ulrich von Richentals „Chronik des Konzils von Konstanz“ 1936) und illustrierter Werke der Weltliteratur in bibliophiler Ausstattung.
1977/78 wurde das Antiquariat List & Francke in Meersburg reaktiviert, indem die Witwe Elsbeth Hendel (1888–1984) ihrem Enkel Christian Lenhardt (* 1954) die Firma übergab.